# ایلیه داتکو
ایلیه داتکو (رومانیایی: Ilie Datcu؛ زادهٔ ۲۰ ژوئیهٔ ۱۹۳۷) بازیکن و مربی فوتبال اهل رومانی بود.
از باشگاه‌هایی که در آن بازی کرده‌است می‌توان به باشگاه فوتبال فنرباغچه، باشگاه فوتبال گیرسون اسپور، و باشگاه فوتبال دینامو بخارست اشاره کرد.
وی همچنین در تیم ملی فوتبال رومانی بازی کرده‌است.